# Asplenium septentrionale
Asplenium septentrionale là một loài thực vật có mạch trong họ Aspleniaceae. Loài này được (L.) Hoffm. miêu tả khoa học đầu tiên năm 1795.

## Hình ảnh

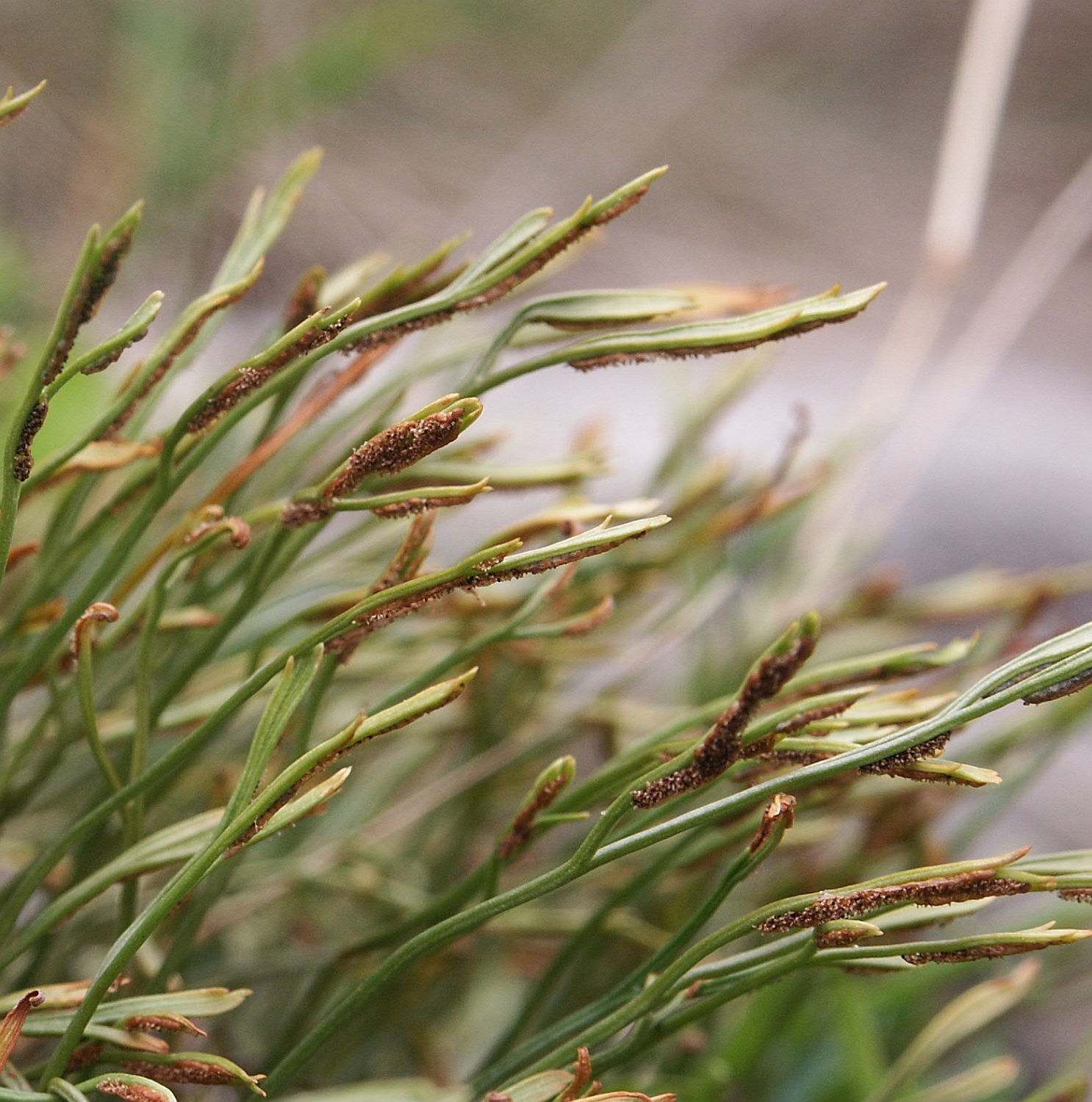
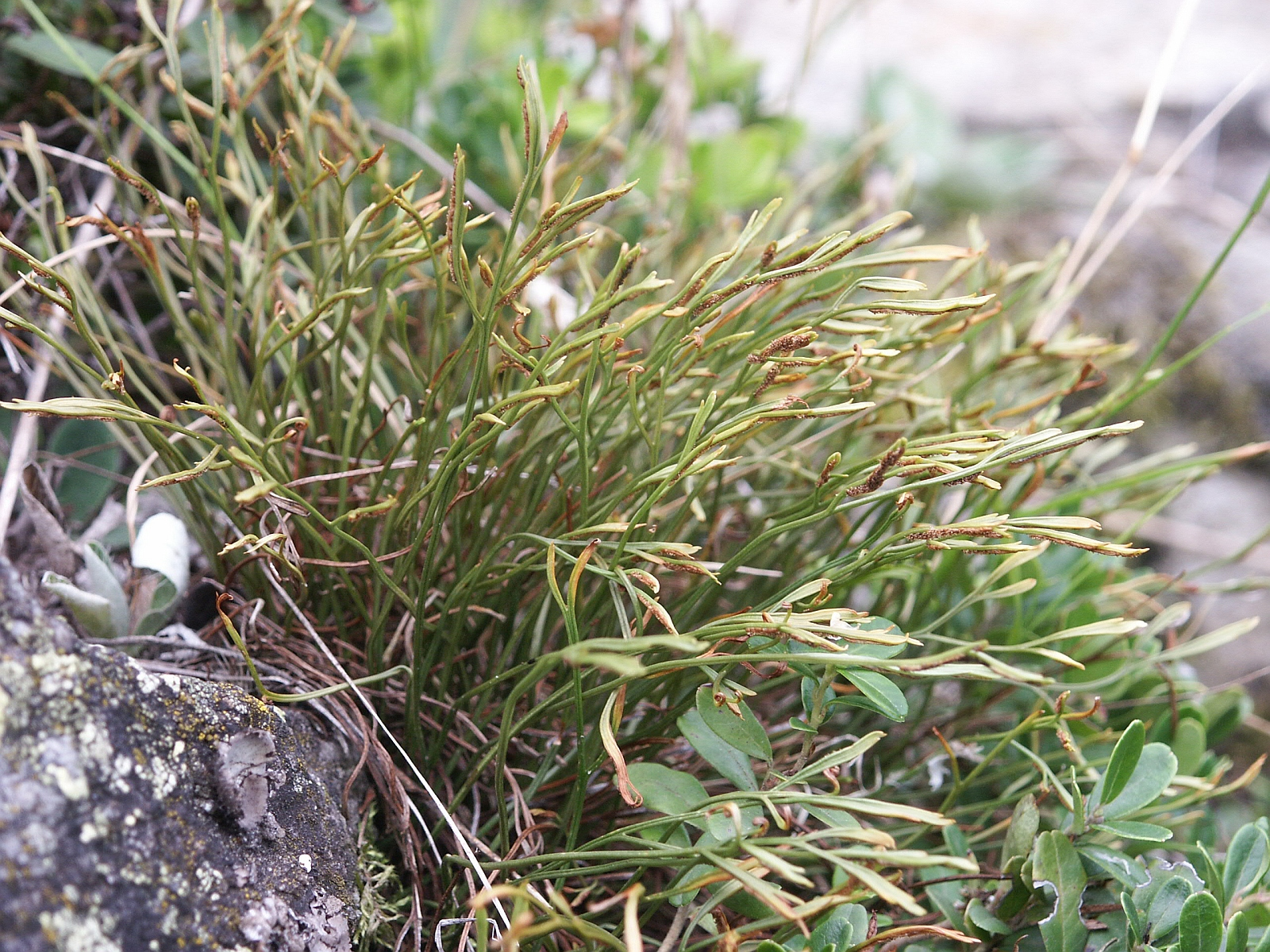
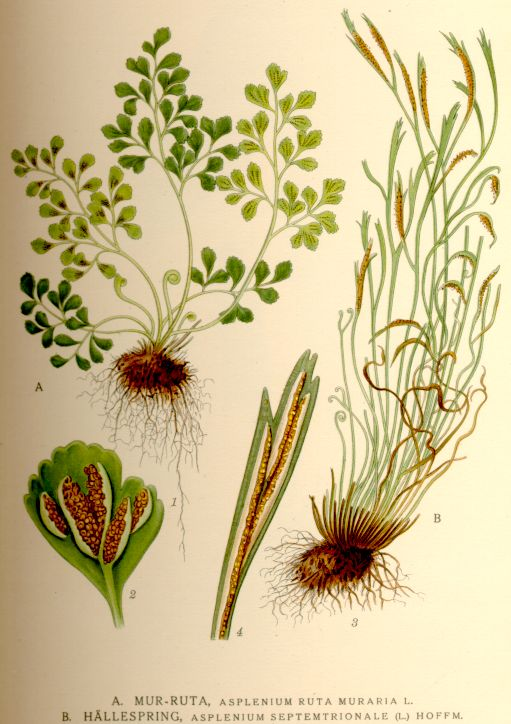
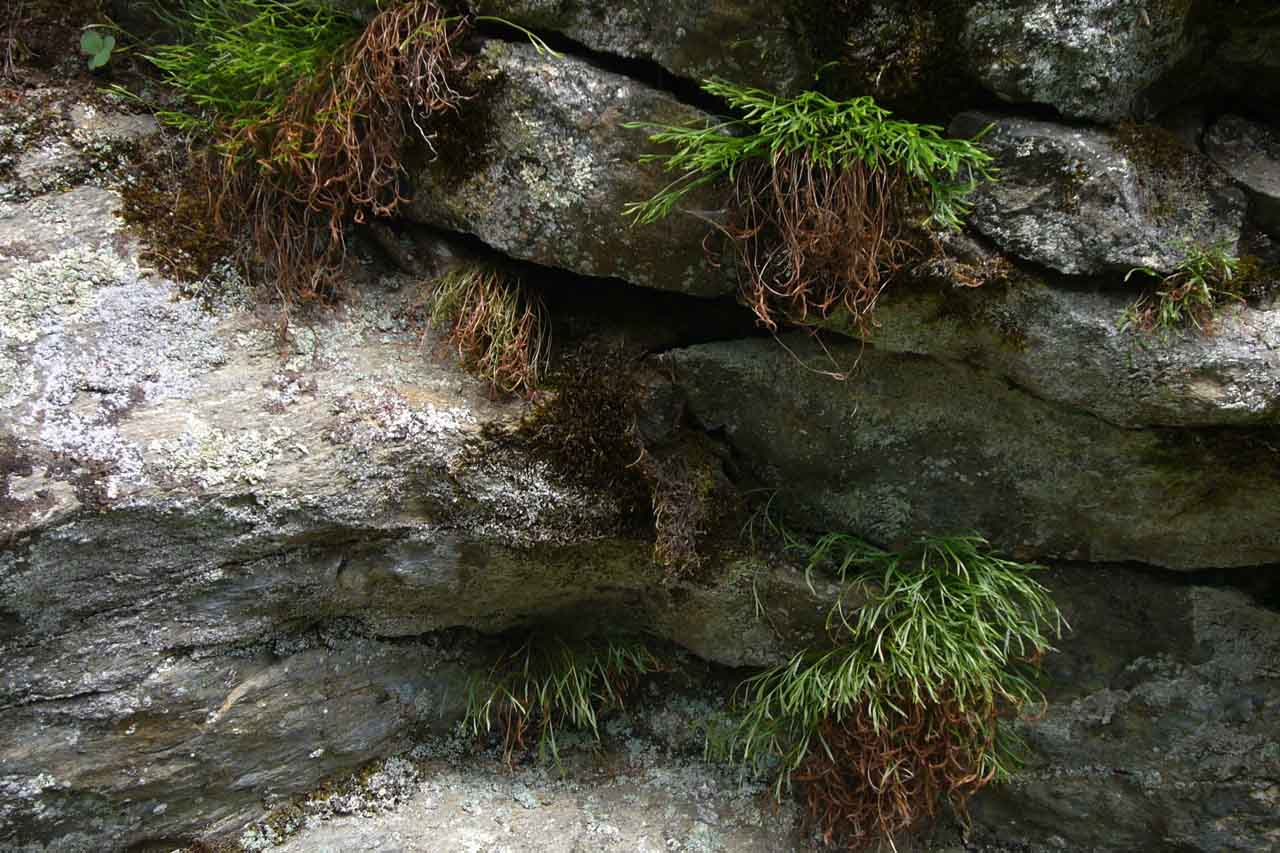